# Senecio trifurcatus
Senecio trifurcatus là một loài thực vật có hoa trong họ Cúc. Loài này được (G.Forst.) Less. miêu tả khoa học đầu tiên năm 1832.